# SC Tasmania 1900 Berlin
Sport-Club Tasmania von 1900 Berlin e.V. foi uma agremiação esportiva alemã, fundada a 2 de junho de 1900, sediada em Berlin, no bairro de Neukölln.  

## História
Fundada em 1900, a equipe militou nas séries inferiores alemãs até 1965, quando foi promovida à Bundesliga após a desclassificação do Hertha Berlin, além do vínculo federal que estabelecia a presença de um time da parte oeste de Berlin no máximo nível do Campeonato Alemão. O Tasmania adquiriu no curso da temporada posterior notoriedade por conta dos numerosos recordes negativos estabelecidos, alguns até então inigualáveis.
A agremiação em seguida acumulou diversos débitos devido às tentativas de retornar à Bundesliga, até declarar bancarrota em 1973.